# Bavayia montana
Bavayia montana — вид геконоподібних ящірок родини диплодактилідів (Diplodactylidae). Ендемік Нової Каледонії.

## Поширення і екологія
Bavayia montana мешкають в горах на півночі Нової Каледонії, від масиву дю Пані до масиву д'Уазангу-Таом. Вони живуть в тропічних лісах, на висоті від 80 до 900 м над рівнем моря, переважно на висоті від 300 до 800 м над рівнем моря. Ведуть нічний, деревний спосіб життя.

## Збереження
МСОП класифікує цей вид як такий, що перебуває під загрозою зникнення. Bavayia montana загрожує знищення природного середовища і хижацтво з боку інтродукованих мурах Wasmannia auropunctata.